# 오버 더 호라이즌 (삼성전자)
오버 더 호라이즌(영어: Over The Horizon)은 삼성전자의 브랜드 음악이다.
이 음악은 삼성전자의 휴대폰 기본 전화 벨소리로 사용되고 있다. 주요 가락은 '도도솔도시솔'이다.

## 개발과 변화

### 갤럭시 S2 개발 당시
2011년, 삼성전자는 갤럭시 S2를 개발할 당시에 갤럭시 스마트폰의 브랜드 사운드를 만들 필요성을 느꼈다. 이에 삼성전자 UX디자인그룹 AUX파트는 브랜드 사운드 개발이란 특명을 받았었다. 그들은 'Inspire the World, Create the Future'란 삼성 모바일 비전 2020을 음악으로 구현하기 위해 고민을 거듭했다.

### 음악의 변화
이렇게 만들어진 오버 더 호라이즌의 기본 멜로디는 바뀌진 않았지만, 갤럭시 시리즈가 진화하면서 계속 변해왔다. 각 기기의 전체적인 디자인과 콘셉트에 맞춰 편곡이 되었다.

## 특별한 의미
첫 음은 긍정적이며 안정적인 분위기를 만들고, 당김음을 이용해 고음으로 올라가는 멜로디는 열정적이고 미래지향적인 느낌을 표현한다. 그리고 마지막 음은 멈추지 않는 삼성전자의 도전 정신을 나타낸다.

## 흥미로운 사실들

### 다른 휴대폰에 같은 음악 사용
갤럭시 S4와 갤럭시 S5, 갤럭시 노트 3와 갤럭시 노트 4는 같은 음악이 사용되었다.

### 갤럭시 노트 7 과 갤럭시 노트 FE(Fan Edition)
갤럭시 노트 7은 2016년 버전이 적용되었지만, 폭발로 없어진 갤럭시 노트 7의 남은 새 부품을 이용해 만든 갤럭시 노트 FE는 2017년 버전이 적용되었다.

## 사용 기종
- 2011년 버전: 갤럭시 S2, 갤럭시 노트, 갤럭시 S2 LTE, 갤럭시 S2 HD LTE, 갤럭시 Neo, 갤럭시 Gio, 갤럭시 M Style, 갤럭시 R Style
- 2012년 버전: 갤럭시 S3, 갤럭시 노트 2, 갤럭시 Ace(Plus)
- 2013년 & 2014년 버전: 갤럭시 S4 갤럭시 노트3 갤럭시 Alpha, 갤럭시 A3, 갤럭시 A5, 갤럭시 A7, 갤럭시 Grand2, 갤럭시 Core Self, 갤럭시 Core Advance, 갤럭시 S4 Zoom, 갤럭시 Round, 갤럭시 Win, 갤럭시 S4 Active, 갤럭시 S4 Mini, 갤럭시 Mega, 갤럭시 Grand, 갤럭시 Pop 갤럭시 Grand 2 갤럭시 Grand Max 갤럭시 노트 4
- 2015년 버전: 갤럭시 S6, 갤럭시 S6 Edge, 갤럭시 S6 Edge+, 갤럭시 노트 5, 갤럭시 J5, 갤럭시 J7, 갤럭시  폴더, 갤럭시 A8, 갤럭시 A3(2016) A5(2016) A7(2016)

- 2016년 버전: 갤럭시 S7, 갤럭시 S7 Edge, 갤럭시 노트 7, 갤럭시 J7(2016), 갤럭시 J5(2016), 갤럭시 J3(2016), 갤럭시 Wide, 갤럭시 A8(2016), 갤럭시 On7, 갤럭시 A5(2017)
- 2017년 버전: 갤럭시 S8, 갤럭시 S8+, 갤럭시 노트 8, 갤럭시 노트 FE, 갤럭시 Wide2, 갤럭시 폴더2, 갤럭시 A7(2017), 갤럭시 J3(2017), 갤럭시 J5(2017), 갤럭시 J7(2017),갤럭시 A8(2018), 갤럭시 On7 Prime, 갤럭시 J2 Pro
- 2018년 버전: 갤럭시 S9, 갤럭시 S9+, 갤럭시 노트9, 갤럭시 Wide3, 갤럭시 Jean, 갤럭시 A6(2018), 갤럭시 J6(2018), 갤럭시 A8 Star, 갤럭시 A7(2018), 갤럭시 A9(2018), 갤럭시 A9 Pro, 갤럭시 J4+

- 2019년 버전: 갤럭시 S10e, 갤럭시 S10, 갤럭시 S10+, 갤럭시 S10 5G, 갤럭시 폴드 갤럭시 A30, 갤럭시 A50, 갤럭시  갤럭시 노트10, 갤럭시  노트10+, 갤럭시 A40, 갤럭시 A10, 갤럭시 A10e, 갤럭시 Wide4, 갤럭시 Jean2, 갤럭시 M20,  갤럭시 A80 갤럭시 A90
- 2020년 버전: 갤럭시 S20, 갤럭시 S20+, 갤럭시 S20 Ultra, 갤럭시 노트20, 갤럭시 노트20 Ultea, 갤럭시 S20 FE, 갤럭시 Z 폴드2,  갤럭시 Z 플립 (5G), 갤럭시 A21S 갤럭시 A31, 갤럭시 A51, 갤럭시 A Quantum
- 2021 버전: 갤럭시 S21, 갤럭시 S21+, 갤럭시 S21 Ultra 갤럭시 Z 플립 3 갤럭시 Z 폴드 3 갤럭시 A12 갤럭시 Buddy 갤럭시 A32 갤럭시 Jamp 갤럭시 A42 갤럭시 Wide5

갤럭시 A52s 갤럭시 Quantum 2
- 2022년 버전 갤럭시 S22 S22+ S22 Ultra, 갤럭시 A23 갤럭시 A53 갤럭시 Jamp 2

갤럭시 Quantum 3 갤럭시 Buddy 2

## 뮤직비디오 촬영 장소

### 2018년 버전
- 현장 촬영 :  아이슬란드섬

### 2019년 버전
- 현장 촬영 :  시파단 섬
- 연주 촬영 :  런던 애비로드 스튜디오

## 목소리 및 연주 출연

### 2016년 버전
- Dirty Loops

### 2017년 버전
- 제이콥 컬린스

### 2021년 버전
- 이루마(피아노 연주)

### 2022년 버전
- 키어퍼 섀켈퍼드(피아노 연주)